# Légufrulabélophilie
 (mars 2011).
Si vous disposez d'ouvrages ou d'articles de référence ou si vous connaissez des sites web de qualité traitant du thème abordé ici, merci de compléter l'article en donnant les références utiles à sa vérifiabilité et en les liant à la section « Notes et références ».
La légufrulabélophilie est l'activité des collectionneurs d'étiquettes de fruits et légumes.

## Histoire
La première étiquette de fruit est apparue sur les bananes Fyffes en 1929.
Cette première étiquette, nommée "The Fyffes blue label" était destinée à rendre reconnaissable les étiquettes de bananes Fyffes par rapport à ses concurrents